# APP (film)
APP is een Nederlandse bioscoopfilm uit 2013 geregisseerd door Bobby Boermans en is de eerste Nederlandse film waarbij gebruik wordt gemaakt van een second-screenapplicatie.

## Verhaal
Anna is een jonge intelligente psychologiestudente. Haar broer is verlamd geraakt na een ernstig ongeluk. Op een dag ontdekt ze dat er een mysterieuze app op haar telefoon staat. De app beantwoordt allerlei wetenschappelijke vragen, maar weet ook persoonlijke vragen te beantwoorden. Al gauw begint de app Anna te terroriseren door persoonlijke foto's en filmpjes naar mensen uit haar contactenlijst door te sturen. Pogingen om de app te verwijderen resulteren in mysterieuze ongelukken om haar heen. Wanneer Anna besluit tegen de app in te gaan, wordt ze dieper in de beangstigende wereld van de app getrokken.

## Rolverdeling
| Acteur                          | Personage      | Opmerkingen |
| ------------------------------- | -------------- | ----------- |
| Hannah Hoekstra                 | Anna Rijnders  |             |
| Isis Cabolet                    | Sophie Welts   |             |
| Robert de Hoog                  | Tim Maas       |             |
| Mark van Eeuwen                 | Sim            |             |
| Patrick Martens                 | Henry          |             |
| Harry van Rijthoven             | Dokter Carlo   |             |
| Alex Hendrickx                  | Stijn Rijnders |             |
| Leonid Vlassov                  | Andrey         |             |
| Jeroen Spitzenberger            | Jerry          |             |
| Matthijs van de Sande Bakhuyzen | Daan Thijsse   |             |
| Liza Sips                       | Liesbeth       |             |
| Gigi Ravelli                    | verpleegster   |             |
| Roos Ouwehand                   | Iris           | stemrol     |